# Kanlıçayır, Zara
Kanlıçayır là một xã thuộc huyện Zara, tỉnh Sivas, Thổ Nhĩ Kỳ. Dân số thời điểm năm 2011 là 14 người.